# Херборн
Херборн (на немски: Herborn) в окръг Лан-Дил, регион Гисен, в Хесен, Германия.
Градът се намира на река Дил и има площ от 63,8 км² и 20 392 жители (31 декември 2012).
Херборн е споменат в документ за пръв път през 1048 г. и получава права на град през 1251 г. с помощта на графовете Валрам II и Ото I от Насау.
През 1584 г. Херборн получава висшо училище (Academia Nassauensis) от граф Йохан VI фон Насау-Диленбург, по-малкият брат на Вилхелм Орански, което е затворено през 1817 г.
През 1602 г. в Херборн се превежда за пръв път библията на реформираните от Йоханес Пискатор.